# Theodoros Pangalos (1878–1952)

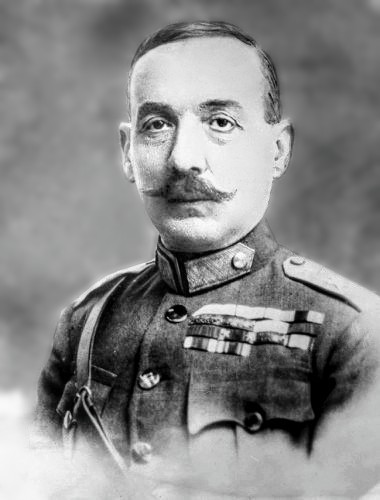
Theodoros Pangalos.

Theodoros Pangalos, född 11 januari 1878 på Salamis, död 26 februari 1952 i Aten, var en grekisk general och diktator. Han var farfar till politikern Theodoros Pangalos.
Pangalos fungerade som generalstabschef under fälttåget mot turkarna i Mindre Asien 1919 och deltog därefter i det militäruppror 1922, varigenom straff för nederlaget utkrävdes av den monarkiska regimens regering. Efter Georg II:s störtande och republikens proklamerande 1924 fungerade Pangalos som krigsminister. Genom en ny militärkupp störtade han i juni 1925 Andreas Michalakopoulos regering och bildade en egen. I januari 1926 skaffade han sig diktatorisk makt och lät i april samma år efter statspresidenten Pavlos Kountouriotis avgång välja sig till dennes efterträdare. Pangalos regerade med hårda metoder och ansträngde sig särskilt för att övervinna finanskrisen. Hans regeringssystem väckte stark opposition och redan i augusti 1926 störtades han genom en av Georgios Kondylis ledd militärkupp. Pangalos internerades därefter på Kreta men frigavs 1929 av Eleutherios Venizelos. Hans senare försök att återvinna politiskt inflytande kröntes inte med någon framgång. År 1930 deltog Pangalos i ett misslyckat kuppförsök mot Venizelos och ådömdes straff. År 1932 förvisades han till Kerkyra.